# Arauchemus graudo
Espèce
Arauchemus graudo est une espèce d'araignées aranéomorphes de la famille des Gnaphosidae.

## Distribution
Cette espèce est endémique du Rio Grande do Sul au Brésil,. Elle se rencontre vers São Francisco de Paula.

## Description
Le mâle holotype mesure 6,3 mm et la femelle paratype 7,5 mm, les mâles mesurent de 4,5 à 7,6 mm et les femelles de 6,2 à 7,7 mm.

## Publication originale
- Ott & Brescovit, 2012 : Arauchemus, a new spider genus of the Echemus group (Araneae : Gnaphosidae : Echeminae) from Araucaria Forest areas in southern Brazil, with notes on habitat preferences and phenology. Zootaxa, no 3339, p. 44–56.